# Верјато
Верјато (рус. Верято), познато и као Копилско језеро (рус. Копылковское водохранилище) слатководно је језеро вештачког порекла смештено на реци Великој у басену реке Нарве и Балтичког мора. Налази се у јужном делу Псковске области на западу европског дела Руске Федерације, североисточно од града Пустошке на подручју Пустошког рејона.
Великаја протиче кроз језеро у смеру исток-запад. Акваторија језера обухвата површину од око 8,81 км² (881 хектар, са острвима 9,13 км²). Максимална дубина језера је 29,1 метара, односно просечна од око 8,7 метара, што језеро Верјато чини једним од најдубљих језера у целој области. Басену језера припада целокупно подручје у сливу Великаје узводно од језера и обухвата територију површине 1.287 км².
На обалама језера налази се село Копилок код кога је направљена устава на реци Великој, чиме је потопљено подручје на ком се налазило неколико мањих природних језера. Првобитно језеро Верјато, пре градње бране имало је површину од око 4,3 км² и басен површине 456 км².